# Duccio Cimatti
Duccio Cimatti (Roma, 26 aprile 1961) è un direttore della fotografia italiano.

## Biografia
Laureato in scienze della comunicazione all'Università degli Studi di Roma "La Sapienza", si dedica terminati gli studi alla fotografia, per poi intraprendere la carriera di operatore alla macchina e, successivamente, direttore della fotografia.

## Filmografia

### Cinema
- Mai + come prima, regia di Giacomo Campiotti (2005)
- Agente matrimoniale, regia di Christian Bisceglia (2006)
- Rosso Malpelo, regia di Pasquale Scimeca (2007)
- Il cavaliere Sole, regia di Pasquale Scimeca (2008)
- Torno a vivere da solo, regia di Jerry Calà (2008)
- La bella gente, regia di Ivano De Matteo (2009)
- Fughe e approdi, regia di Giovanna Taviani (2010)
- Malavoglia, regia di Pasquale Scimeca (2010)
- Almeno tu nell'universo, regia di Andrea Biglione (2011)
- Il venditore di medicine, regia di Antonio Morabito (2013)
- Biagio, regia di Pasquale Scimeca (2014)
- I ponti di Sarajevo, registi vari (2014)
- La vita possibile, regia di Ivano De Matteo (2016)
- La guerra dei cafoni, regia di Davide Barletti e Lorenzo Conte (2017)
- Balon, regia di Pasquale Scimeca (2017)
- Rimetti a noi i nostri debiti, regia di Antonio Morabito (2018)
- Cruel Peter, regia di Christian Bisceglia e Ascanio Malgarini (2019)
- Il grande passo, regia di Antonio Padovan (2019)
- 7 ore per farti innamorare, regia di Giampaolo Morelli (2020)
- Zamora, regia di Neri Marcorè (2024)

### Televisione
- Il mio amico Babbo Natale, regia di Franco Amurri (2005)
- Due imbroglioni e... mezzo!, regia di Franco Amurri (2007)
- Tutti i rumori del mondo, regia di Tiziana Aristarco (2007)
- Agata e Ulisse, regia di Maurizio Nichetti (2011)
- Tutti pazzi per amore, regia di Riccardo Milani e Laura Muscardin (2008-2012)
- Libera, regia di Gianluca Mazzella (2024)

## Premi e riconoscimenti

### Nastro d'argento
- 2011: - nominato a migliore fotografia per Malavoglia
- 2017: - nominato a migliore fotografia per La guerra dei cafoni